# Bambalina africa
Bambalina africa är en fjärilsart som beskrevs av Jean Bourgogne. Bambalina africa ingår i släktet Bambalina och familjen säckspinnare. Inga underarter finns listade i Catalogue of Life.